# Labulla nepula
Labulla nepula är en spindelart som beskrevs av Benoy Krishna Tikader 1970. Labulla nepula ingår i släktet Labulla och familjen täckvävarspindlar. Inga underarter finns listade i Catalogue of Life.